# Charles L. Terry
Charles Laymen Terry, Jr., född 17 september 1900 i Camden, Delaware, död 6 februari 1970 i Dover, Delaware, var en amerikansk demokratisk politiker och jurist. Han var Delawares guvernör 1965–1969.
Terry avlade 1923 juristexamen vid Washington and Lee University. Han arbetade sedan som advokat i Delaware. Han var delstatens statssekreterare (Secretary of State of Delaware) 1937–1938. Han arbetade därefter som domare. Han var chefsdomare i Delawares högsta domstol 1963–1964.
Terry efterträdde 1965 Elbert N. Carvel som guvernör i Delaware och efterträddes 1969 av Russell W. Peterson.
Terry var anglikan. Han gravsattes på Christ Episcopal Church Cemetery i Dover.